# 孔桢
孔桢（？—？），一名祯，越州山阴人，孔子三十四代孙，孔绍安之子，孔构之弟。
孔桢进士及第，在唐高宗时担任苏州长史，曹王李明当时为苏州刺史，不遵循法度，孔桢常常向他进谏，李明说：“我是天子的弟弟，难道还会失去王的身份吗！”孔桢说：“恩宠是不可以用来依赖的，大王不奉行国家的命令，恐怕今日荣华的地位无法保有，难道看不到淮南王刘长的事情吗？”李明很不高兴。李明属下有侵掠下人的，孔桢把他们逮捕后杖杀了。日后李明果然犯法获罪，被迁到黔中，他对人说：“我羞愧于不听孔长史的话，才落到这个下场！”孔桢担任监察御史时，家门没有客人来访，时人讥讽他的独特行为。后孔桢多次升官至绛州刺史，封武昌县子，死后，谥号为温。有子孔季诩。 